# Teoría de las fuerzas productivas
La teoría de las fuerzas productivas, a veces denominada determinismo de las fuerzas productivas, es una variación ampliamente difundida del materialismo histórico y el marxismo que pone el énfasis principal en los avances técnicos como base para los avances y cambios en la estructura social y la cultura de una civilización determinada. La fuerza relativa asignada al papel del progreso técnico o tecnológico en el impacto de la sociedad y el avance social difiere entre las diferentes escuelas de pensadores marxistas. Un concepto relacionado es el determinismo tecnológico.
En un nivel prescriptivo, esta visión pone un fuerte énfasis en la necesidad de fortalecer las fuerzas productivas de la economía como condición previa para la realización del socialismo, y dentro de una economía nominalmente socialista, esencial para lograr el comunismo. Esta teoría fue sostenida por muchos marxistas ortodoxos, así como por marxista-leninistas, y jugó un papel crucial en informar las políticas económicas de los estados socialistas actuales y anteriores.

## Soporte empírico
La defensa filosófica más influyente de esta idea ha sido promulgada por Gerald Cohen en su libro La teoría de la historia de Karl Marx: una defensa. Según este punto de vista, el cambio técnico puede engendrar un cambio social; en otras palabras, los cambios en los medios y la intensidad de la producción provocan cambios en las relaciones de producción, es decir, en la ideología y la cultura de las personas, sus interacciones entre sí y su relación social con el mundo en general. Este punto de vista es la base del marxismo ortodoxo.
Desde este punto de vista, el socialismo actual, que se basa en la propiedad social y en una amplia distribución de un producto excedente abundante, no puede materializarse hasta que la capacidad de la sociedad para producir riqueza se acumule lo suficiente para satisfacer a toda su población y apoyar los métodos de producción socialistas. Usar esta teoría como base para sus programas prácticos significó que los teóricos y líderes comunistas en la mayoría de los estados socialistas, mientras hablaban de labios para afuera sobre la primacía del cambio ideológico en los individuos para sostener una sociedad comunista, en realidad anteponían las fuerzas productivas y el cambio ideológico en segundo lugar.
La teoría de las fuerzas productivas se resume en la siguiente cita de La ideología alemana:

Acerca de que la liberación real no es posible si no es en el mundo real y con medios reales, que no se puede abolir la esclavitud sin la máquina de vapor y la mule jenny, que no se puede abolir el régimen de la servidumbre sin una agricultura mejorada, que, en general, no se puede liberar a los hombres mientras no estén en condiciones de asegurarse plenamente comida, bebida, vivienda y ropa de adecuada calidad y en suficiente cantidad. La «liberación» es un acto histórico y no mental, y conducirán a ella las relaciones históricas, el estado de la industria, del comercio, de la agricultura, de las relaciones... luego, además, en consonancia con los distintos grados de su desarrollo, el absurdo de la sustancia, el sujeto, la autoconciencia y la crítica pura, exactamente de la misma manera que el absurdo religioso y teológico, y después de eso volverán a suprimirla cuando hayan avanzado bastante en su desarrollo
Karl Marx, La ideología alemana, Parte 1: Oposición entre las concepciones materialista e idealista.

### Estados socialistas
Basado en la teoría de la productividad y una perspectiva de correlación, los sistemas económicos del antiguo Bloque del Este y otros países comunistas, de hecho, representan una forma de capital estatal, en la que el estado acumula capital a través de la extracción del excedente de la gente por la fuerza para ese propósito. de modernizar e industrializar rápidamente sus países, porque estos países no cuentan con una tecnología tan avanzada como la que realmente logró una economía socialista. Esa filosofía estaba detrás del entusiasmo modernizador de la Unión Soviética y China basado en su deseo de industrializar sus países.